# Матт, Михаэль
Михаэль Матт (нем. Michael Matt; род. 13 мая 1993, Цамс, Тироль) — австрийский горнолыжник, олимпийский чемпион 2022 года в командах, двукратный призёр Олимпийских игр 2018 года в слаломе и командном первенстве, двукратный призёр чемпионата мира 2019 года в слаломе и командном первенстве, многократный призёр этапов Кубка мира.

## Карьера
Михаэль Матт родился в 1993 году в спортивной семье. Его старшие братья Марио и Андреас известные спортсмены, призёры Олимпийских игр в горнолыжном спорте и ски-кроссе соответственно.
Несмотря на попадание под лавину в восьмилетнем возрасте Михаэль Матт пошел по стопам брата Марио и стал заниматься горнолыжным спортом, как и брат специализируясь в слаломе. В 2008 году дебютировал на международной арене в стартах под эгидой FIS.
В Кубке мира дебютировал 17 ноября 2013 года в финском Леви, но не смог завершить свою первую попытку в слаломе. Первые очки набрал в январе 2015 года в швейцарском Венгене, став 16-м на слаломном этапе. В том же году дебютировал на чемпионате мира, но не смог финишировать во второй попытке после 27-го места в первой.
В ноябре 2016 года впервые попал на кубковый подиум, уступив в Леви только Марселю Хиршеру. На чемпионате мира 2017 года показал восьмой результат, а в конце сезона на этапе в Краньска-Гора одержал первую победу в карьере.
На Олимпиаде в Пхёнчхане Михаэль Матт завоевал две медали. В слаломе он завоевал бронзу, показав лучшее время во второй попытке, хотя после первого спуска он не попадал в десятку, заняв 12-е место. В командном турнире, который дебютировал в олимпийской программе, австрийцы завоевали серебряные медали, проиграв в решающем поединке швейцарской команде.
На чемпионате мира 2019 года завоевал две медали — серебро в командном первенстве и серебро в слаломе. Таким образом, у каждого из братьев Маттов (Марио, Андреаса и Михаэля) есть как минимум одна награда с Олимпийских игр и чемпионата мира.